# Comitê de greve

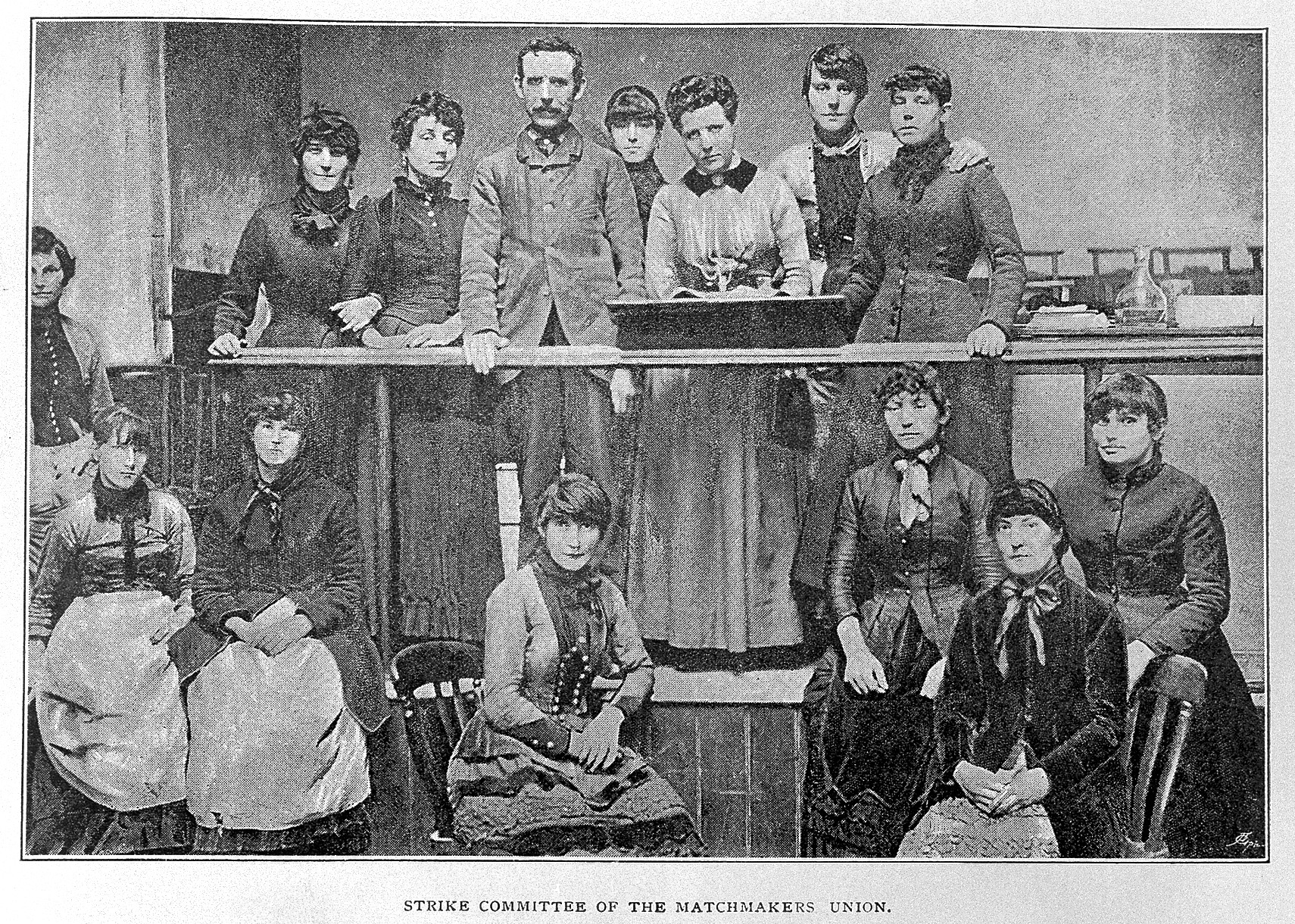
Comitê de greve das operárias da fábrica de fósforos Bryant & May, em 1888.

O comitê de greve é um grupo formado para garantir a direção de uma greve. Seu modo de formação, funcionamento e grau de autonomia, tanto em relação ao conjunto dos grevistas quanto aos sindicatos, podem variar de um movimento social para outro, dependendo da época e do local.

## Organização
Nos primórdios do sindicalismo, como estudado, por exemplo, por Michelle Perrot na França do último terço do século XIX, "a greve comanda a organização; ela gera suas próprias formas; o sindicato em si muitas vezes é apenas sua criatura, nascido por e para ela, vivendo de seu sucesso, morrendo de seu fracasso". Na organização da greve, após a primeira etapa de designação de delegados, a constituição de um comitê de greve aparece como um segundo nível. Também chamado de "comissão executiva", é composto pelos delegados da greve, podendo incluir membros do sindicato e até representantes de sociedades de companheirismo ou de socorro mútuo. Dotado de uma diretoria e, quando necessário, de comissões, ele é responsável, assim como os delegados, perante a assembleia geral dos grevistas, que permanece "a chave do poder".
O avanço do sindicalismo leva tanto à multiplicação dos comitês de greve quanto ao aumento da influência dos militantes sindicais dentro deles. Cada vez mais, são esses militantes que formam os comitês, ocupam a maioria dos cargos, dirigem as greves e controlam o desenrolar do conflito. Essa tendência se intensifica a tal ponto que, segundo Stéphane Sirot, durante o período entre guerras, ocorre uma "verdadeira tomada de controle" dos sindicatos sobre os comitês de greve. No Québec, segundo a definição do Grand Dictionnaire terminologique, um comitê de greve é simplesmente um "grupo constituído pelo sindicato para dirigir todas as atividades de uma greve".

Cartaz assinado pelo comitê de greve da fábrica da Renault em Flins, em maio de 1968.

Por vezes, como durante e após Maio de 1968, o controle sindical se flexibiliza e permite maior participação de trabalhadores não sindicalizados. Como observa Alain Badiou, "a visão sindical dominante [...] consiste em controlar inteiramente o engajamento e a gestão da greve", mas em alguns casos, "quando o desencadeamento e as formas da greve escapam ao seu controle, ela precisa aceitar a criação de um comitê de greve supostamente independente dos sindicatos. Em geral, esses comitês são frágeis, diante da solidez burocrática dos sindicatos".